# Vicepolitikommissær
En vicepolitikommissær var ansat i politiet.
En vicepolitikommissær var første trin i lederforløbet hos politiet og bar 3 store stjerner på skulderen. Denne grad er afskaffet per 1. maj 2014.